# Kammertürke

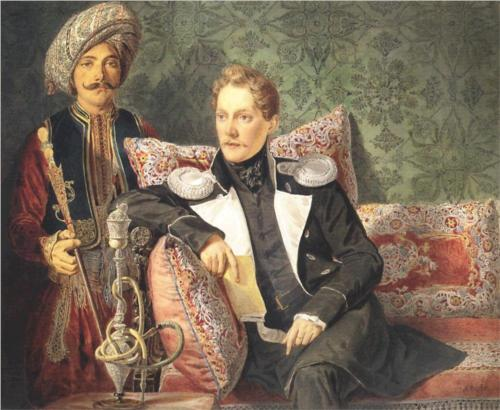
Karl Pavlovič Brjullov, Ritratto di un militare col suo servo turco, prima metà del XIX secolo

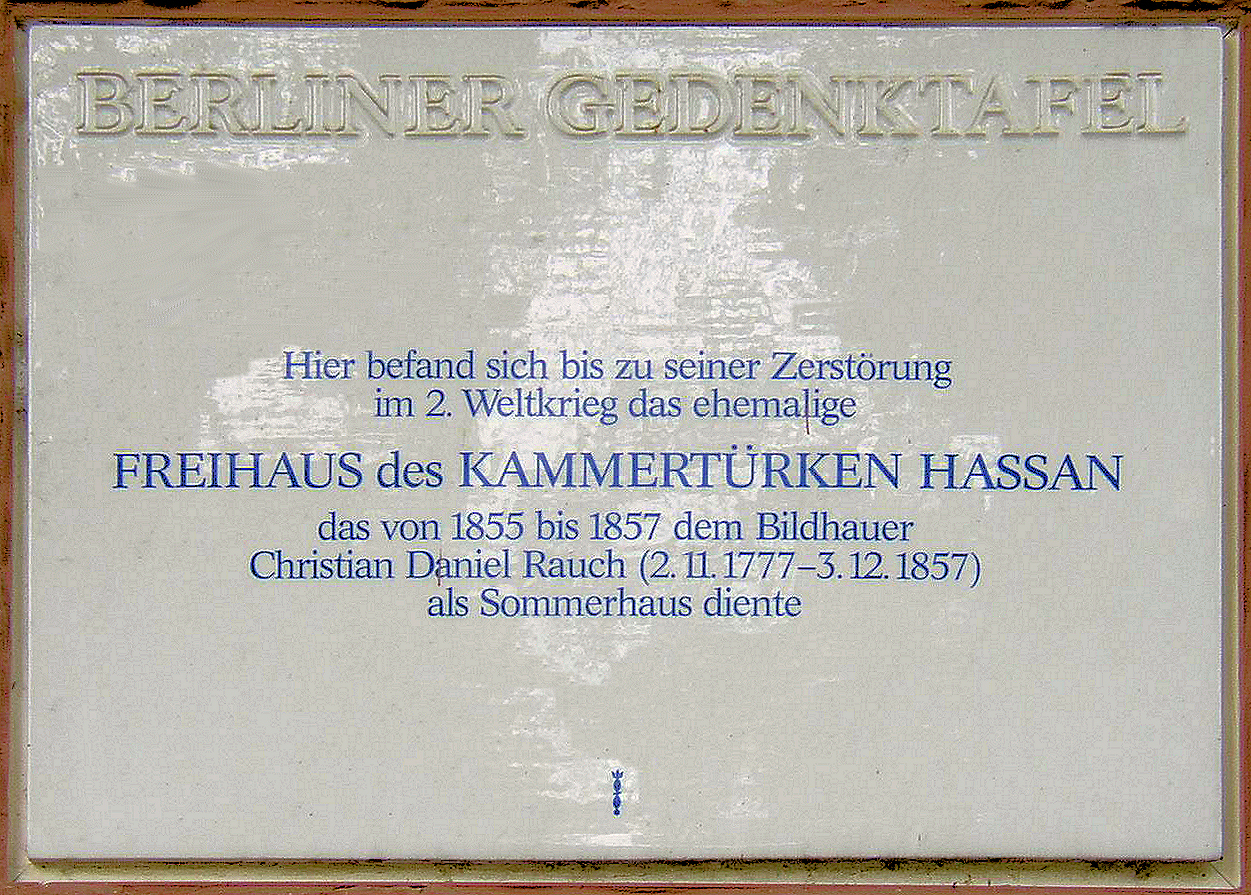
Targa in memoria di nella casa natale del kammertürke Hasan che servì alla corte berlinese di Charlottenburg nel XVIII secolo

Col termine tedesco di Kammertürke (in italiano "turco da camera") veniva indicato un particolare servitore di etnia turca che spesso operava nelle famiglie aristocratiche o presso certe corti tra la fine del XVII secolo e tutto il XVIII secolo.
Come nel caso dei Kammermohr, anche i Kammertürke erano utilizzati pubblicamente con livree appariscenti, con lo scopo però di illustrare quando il loro padrone tenesse alla diffusione del cristianesimo o avesse partecipato alle lotte contro l'Impero ottomano in difesa della cristianità, dal momento che molti di questi personaggi erano costretti a prestare servizio dopo essere stati costretti a convertirsi al cristianesimo. In questo senso erano mostrati come "trofeo di guerra" dell'occidente cristiano sull'oriente musulmano.
Il nome venne per la prima volta noto al grande pubblico all'epoca di Federico III di Brandeburgo il quale dopo la grandiosa battaglia combattuta a Budapest nel corso della grande guerra contro l'Impero ottomano nel 1686, decise di regalare alla sua seconda moglie, Sofia Carlotta, due servi turchi che però prima vennero prontamente convertiti al cristianesimo. A Charlottenburg in seguito serviranno altri due personalità molto note come Kammertürke, Friedrich Wilhelm Hassan e Friedrich Alì.
In questa categoria può essere incluso anche Roustam Raza, guardia del corpo mamelucca e secondo valletto al servizio di Napoleone Bonaparte tra la fine del Settecento ed i primi anni dell'Ottocento.
Sempre tra XVII e XVIII secolo, molti furono i turchi portati forzosamente in Germania come prigionieri di guerra, spesso al seguito di quanti avevano combattuto nelle guerre turche, e poi definitivamente assimilati nella società occidentale dopo essere stati battezzati e quindi rinominati. Questi prendevano il nome di Beutetürken.